# عبد الرحمن راكان
عبد الرحمن أحمد عبد الله راكان (مواليد 16 ديسمبر 1999) لاعب كرة قدم إماراتي يجيد اللعب كمدافع مع نادي عجمان في دوري الخليج العربي الإماراتي . 

## روابط خارجية
- عبد الرحمن راكان على موقع Soccerway.com (الإنجليزية)

عبد الرحمن راكان